# Фёдорово (Починковский район)
Федорово — деревня в Починковском районе Смоленской области России. Входит в состав Княжинского сельского поселения. Население — 33 жителя (2007 год). 
Расположена в центральной части области в 19 км к юго-западу от Починка, в 18 км западнее автодороги А141 Орёл — Витебск, на берегу реки Сож. В 21 км восточнее деревни расположена железнодорожная станция Энгельгардтовская на линии Смоленск — Рославль. 

## История
В годы Великой Отечественной войны деревня была оккупирована гитлеровскими войсками в июле 1941 года, освобождена в сентябре 1943 года.
Согласно справочникам 1981, 1993 годов входила в Прилеповский сельсовет Починковского района .